# Shenzhousaure
El shenzhousaure (Shenzhousaurus, Ji et al., 2003) és un gènere d'ornitomimosaure basal del Cretaci inferior trobat a la Xina. L'holotip (NGMC 97-4-002, Museu Geològic Nacional de la Xina) fou recuperat de la base de la formació de Yixian (Barremià) a Beipiao, oest de la província de Liaoning. Aquest espèciment consisteix en un esquelet parcial preservat en una placa de gres en una "posició de mort", amb el cap sobre el tors. Les parts distals de les extremitats posteriors, la porció distal de la cua i les extremitats anteriors (exceptuant una part de la mà dreta) i la cintura pectoral s'han perdut.